# Lophichthys boschmai
Lophichthys boschmai (Gr.: lophos = Kamm, ichthys = Fisch) ist ein wenig bekannter, kleiner Meeresfisch aus der Familie der Anglerfische (Antennariidae), der endemisch in der Arafurasee und an der Küste des westlichen Neuguinea vorkommt. Lophichthys boschmai ist die einzige Art der Unterfamilie Lophichthyinae.

## Merkmale
Wie diese zeigen sie als typisches Merkmal eine aus dem ersten Hartstrahl der Rückenflosse gebildete „Angel“ (Illicium) mit anhängendem Köder (Esca). Lophichthys boschmai wird nur 5 bis 7,5 Zentimeter lang. Seine Haut ist lose und mit zahlreichen Hautanhängen bedeckt. Auf dem Kopf und auf dem Rücken ist die Haut stachelig. Der Körper ist etwas langgestreckt und  abgeflacht. Das Maul ist groß und steht fast vertikal. Im Maul befinden sich ein bis zwei Reihen kleiner, zurückgebogener Zähne. Auch das Gaumenbein ist bezahnt. Die Augen sind klein und sitzen auf der Kopfoberseite. Die Kiemenöffnung ist klein und befindet sich hinter oder oberhalb der Brustflossenbasis. Die Brustflossenbasis ist armartig verlängert. Die Rückenflosse wird von 12 bis 13 weichen Flossenstrahlen gestützt. Vor ihr sitzen noch drei isolierte Hartstrahlen (eine davon bildet die „Angel“). Die Afterflosse hat neun Flossenstrahlen, die Brustflossen sieben.

## Lebensweise
Über die Lebensweise von Lophichthys boschmai ist nichts bekannt. Vermutlich lebt er wie andere Anglerfische seichter Gewässer, ist eher träge und lauert gut getarnt auf Beutefische.